# FN MAG
FN MAG är en är belgisk luftkyld kulspruta.
Den är ett vapen med gasuttagsmekanism och knäledslåsning. Den är luftkyld och konstruerad vid Fabrique Nationale av Ernest Vervier på 1950-talet. 
Vapnet används och har använts av cirka 70 nationer. I Sverige används en svensktillverkad version under namnet Kulspruta 58 (Ksp 58).
Namnet är en förkortning av Mitrailleuse d'Appui Général.

## Versioner

### Sverige
- Kulspruta 58

### Storbritannien
- L7A2
- L8A2
- L37A2
- L20A1
- L43A1.

### USA
- M240
- M240E4/M240B
- M240C
- M240E1 and M240D
- M240G
- M240E5/M240H
- M240E6

## Bilder

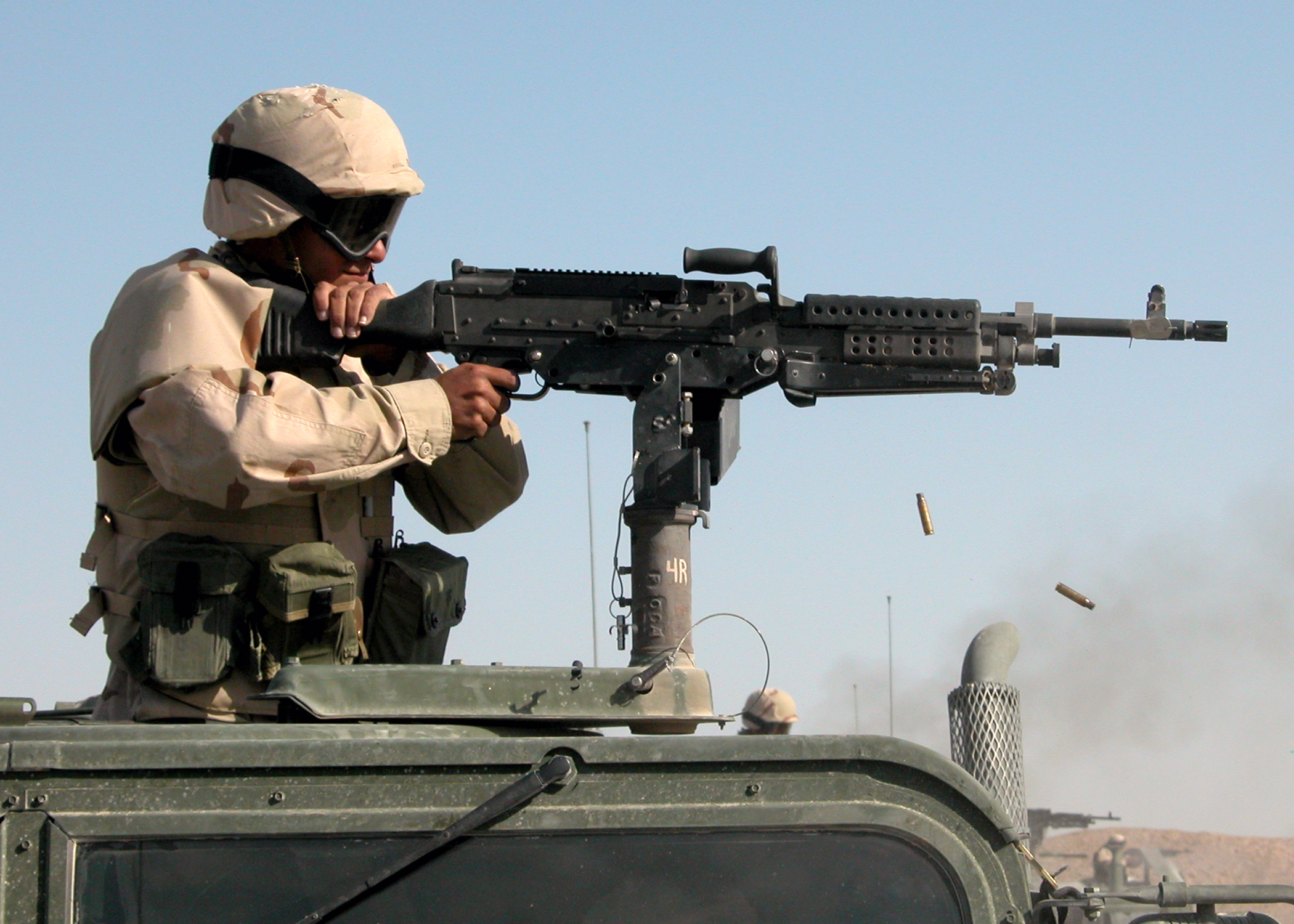
En amerikansk soldat avfyrar en M240B monterad på en HMMWV.
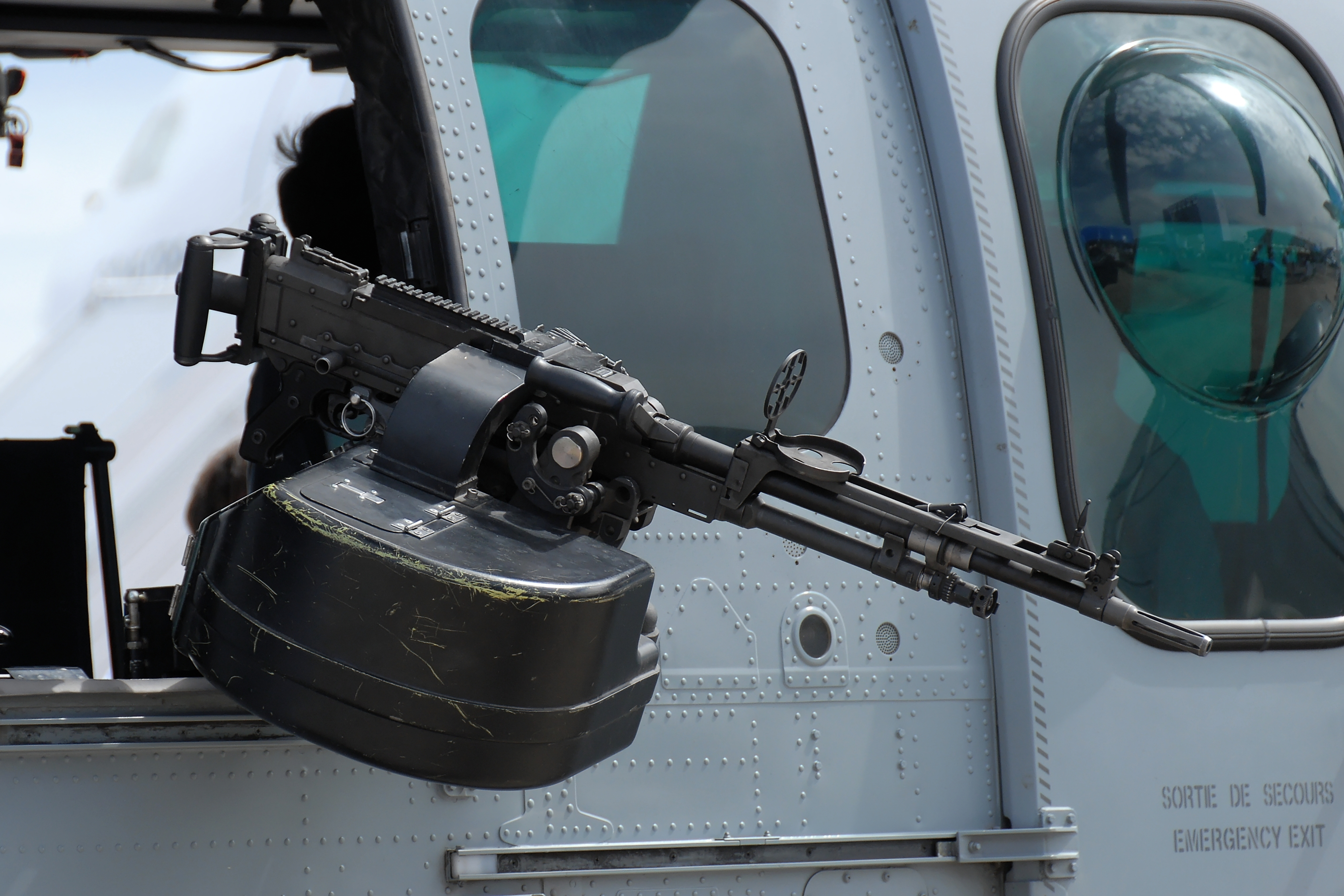
En FN MAG monterad på en Eurocopter Cougar.
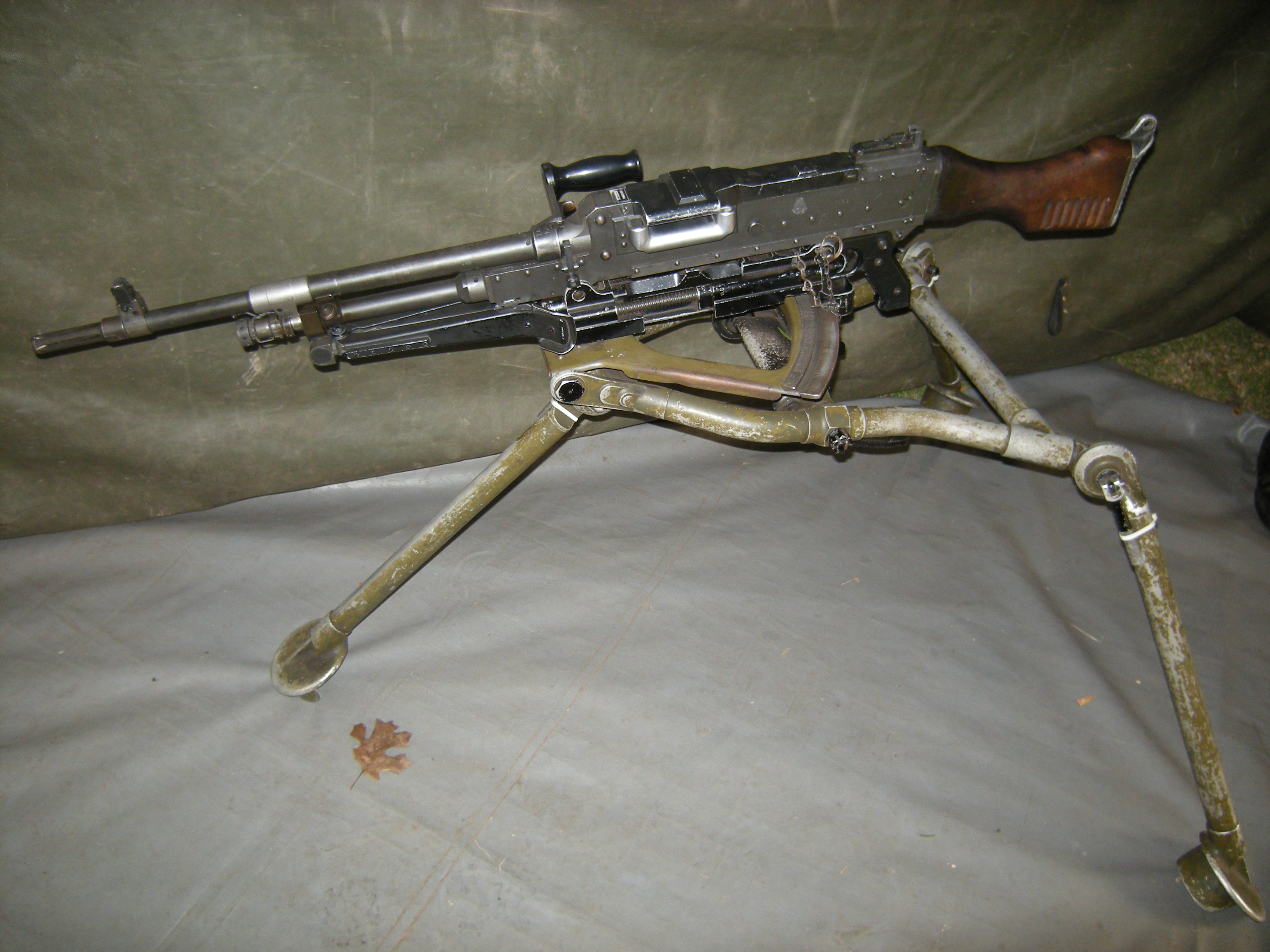
En argentinsk FN MAG monterad på tripod.